# Ivana Vuleta
Ivana Vuleta (en alfabet ciríl·lic serbi: Ивана Вулета), nom de naixement Ivana Španović (Шпановић, [ʃpǎːnoʋit͡ɕ]; Zrenjanin, 10 de maig de 1990) és una saltadora de llargada sèrbia, dos vegades campiona del món en pista coberta i tres vegades campiona d'Europa en pista coberta.
El 2013, es va convertir en la primera atleta sèrbia en guanyar una medalla al Campionat del món d'atletisme. El 2018, es va convertir en la primera atleta sèrbia en guanyar una medalla d'or mundial al Campionat del Món d'atletisme en pista coberta de 2018. Té el rècord nacional en salt de llargada, en pista coberta i a l'aire lliure, i també té el rècord nacional en pista coberta en els 60 metres llisos i en pentatló en pista coberta. El seu entrenador és Goran Obradović i és membre de l'Athletic Club Vojvodina de Novi Sad.